# デニス・ダンド

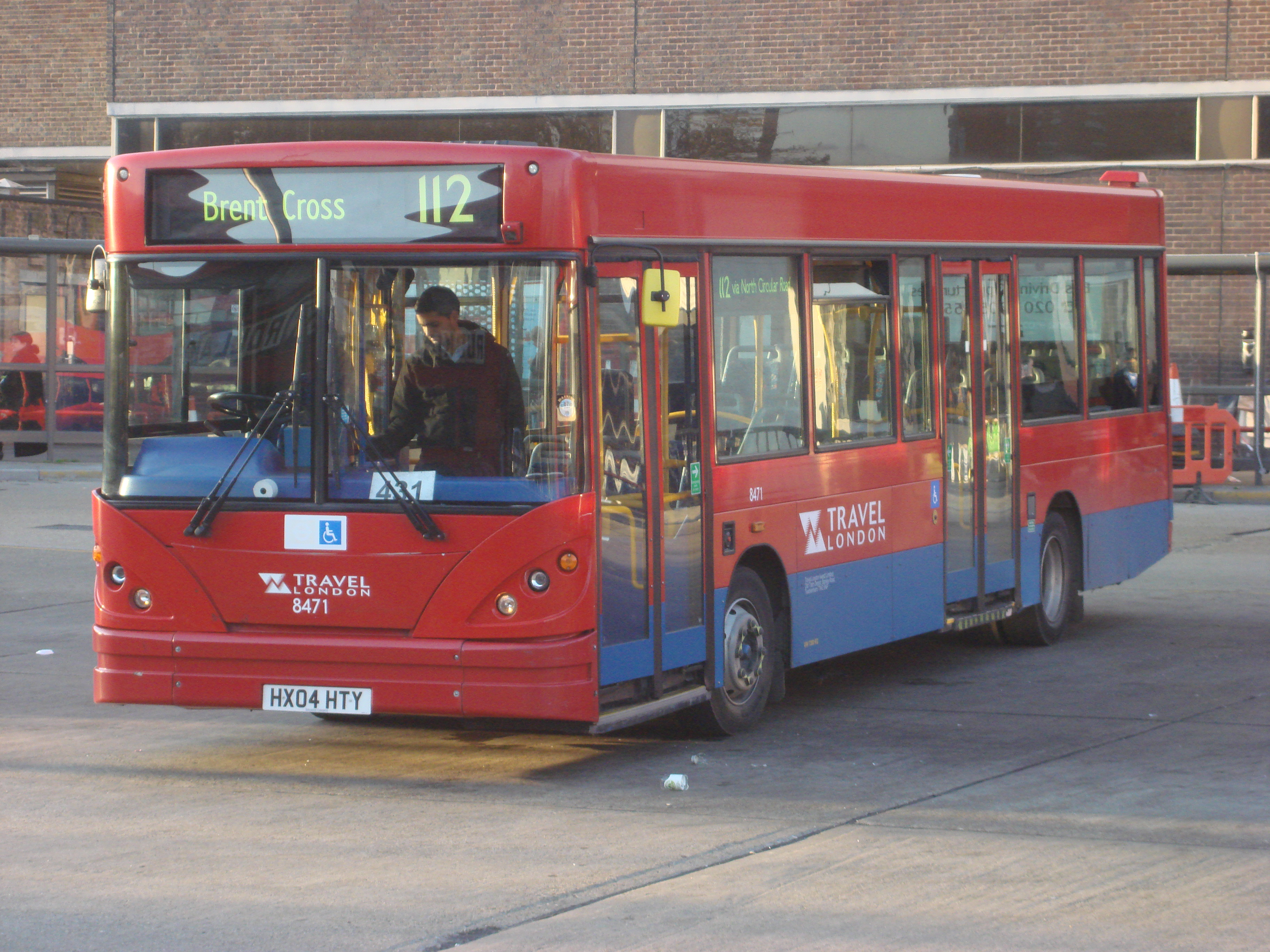
ロンドンの系統112を走行するデニス・ダンド

ダンド（Dart）は、イギリスのデニス（現、アレクサンダー・デニス）が生産する中型一階建てバスである。
ノンステップのタイプはダンド・SLF（Dart SLF）と呼ばれている。

## 概要
本製品は1980年代末期から生産が始まり、1990年代の中期からノーステップのタイプが生産が始まり、ダンド・SLFと呼ばれている。SLFは英語のSuper Low Floorの略称で「超低床」の意味となる。

## 世界各地の利用
本製品はイギリス本土はもとより、12,000台の数を上回り、世界各地でも広がっている。

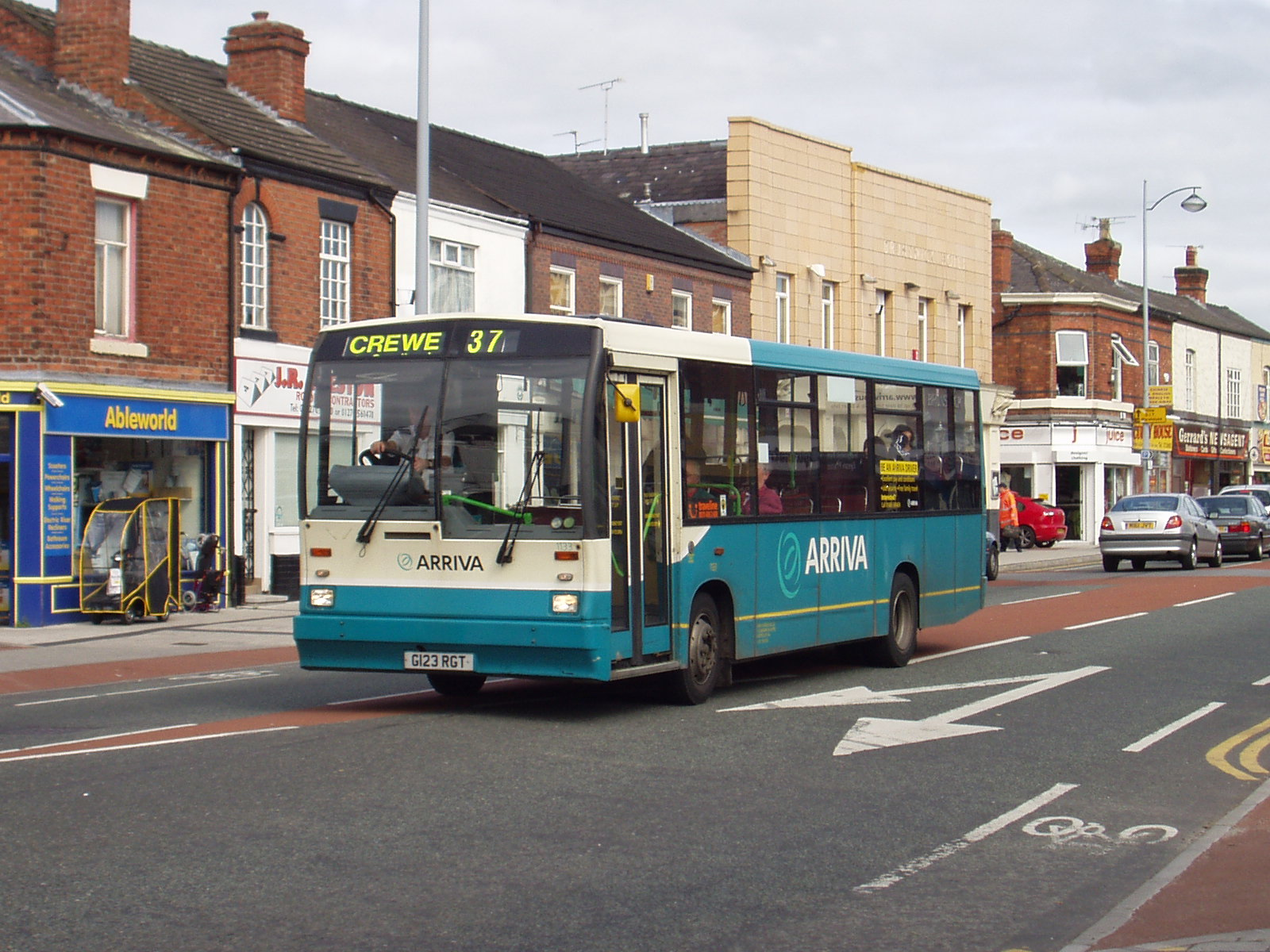
ロンドンのダンド
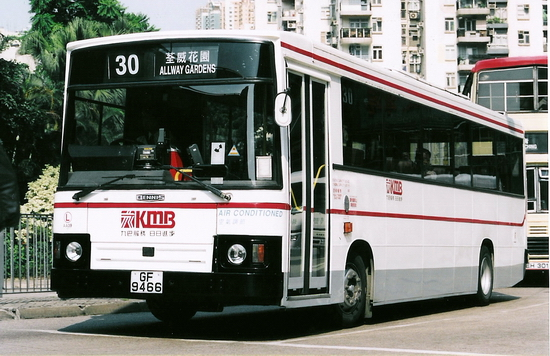
九龍バスのダンド
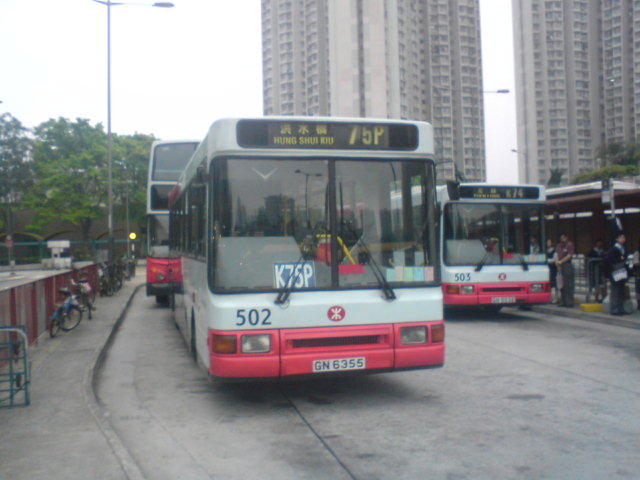
港鉄バスのダンド
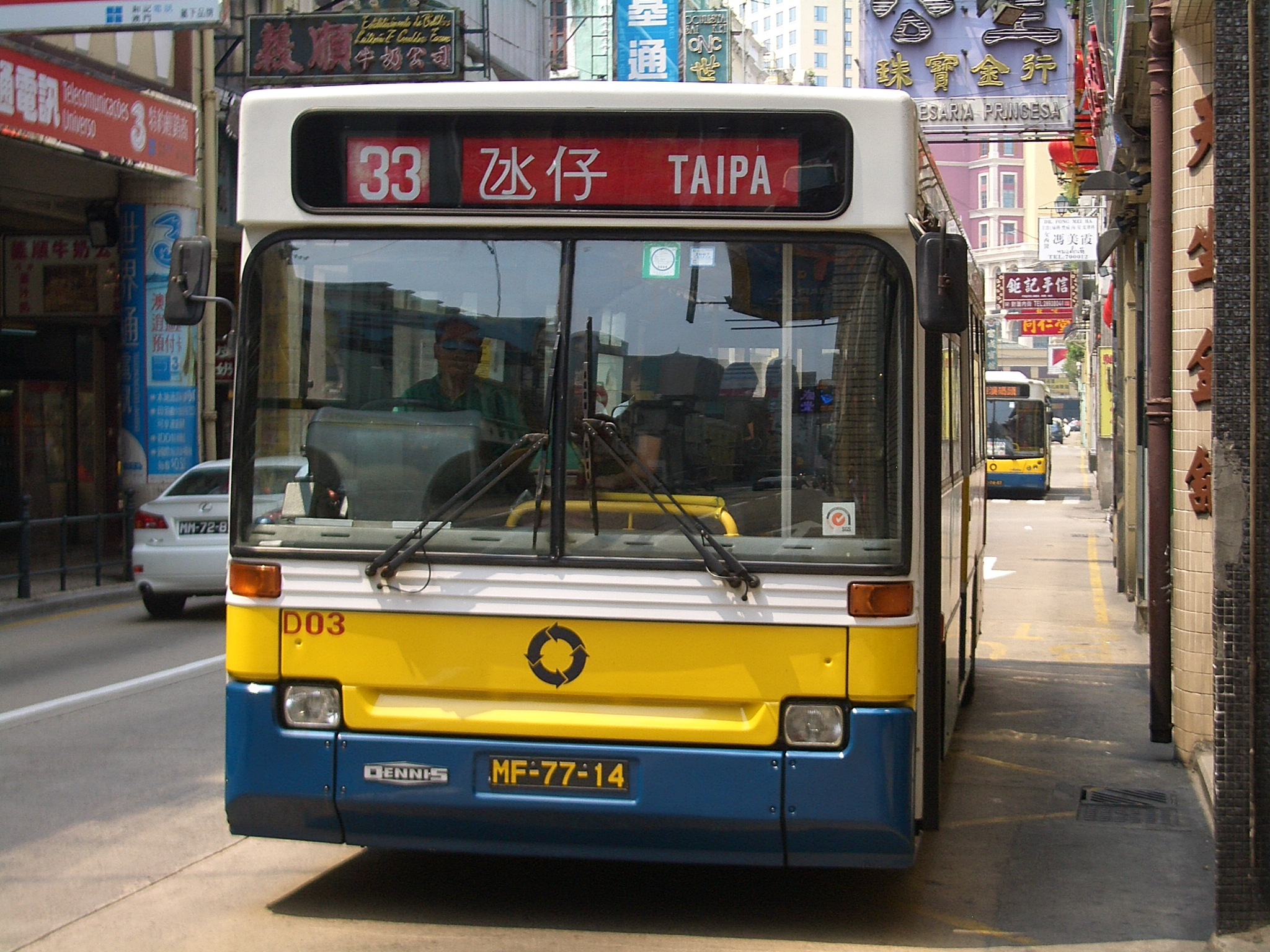
マカオ新福利バスのダンド
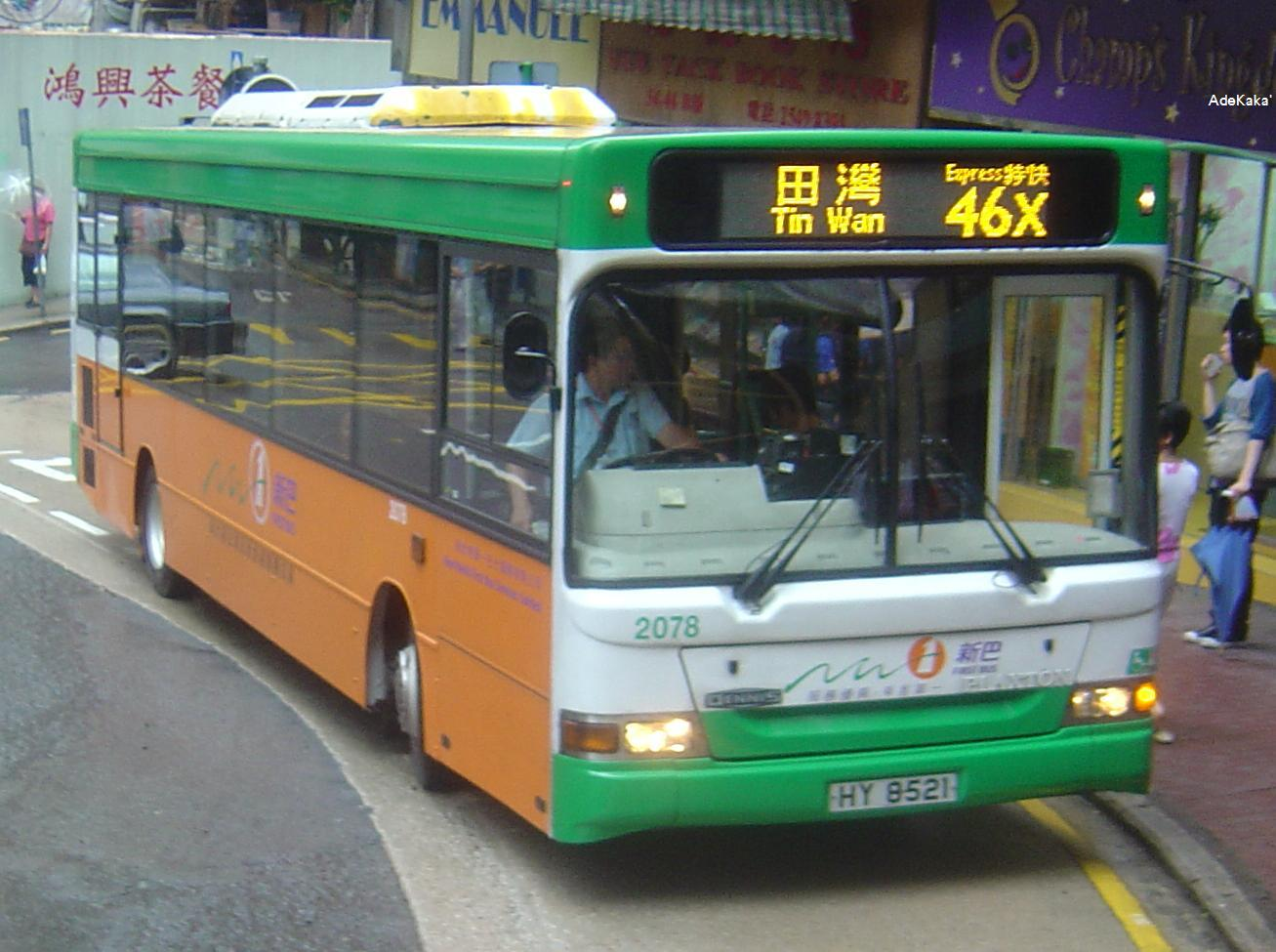
新バのダンド・SLF
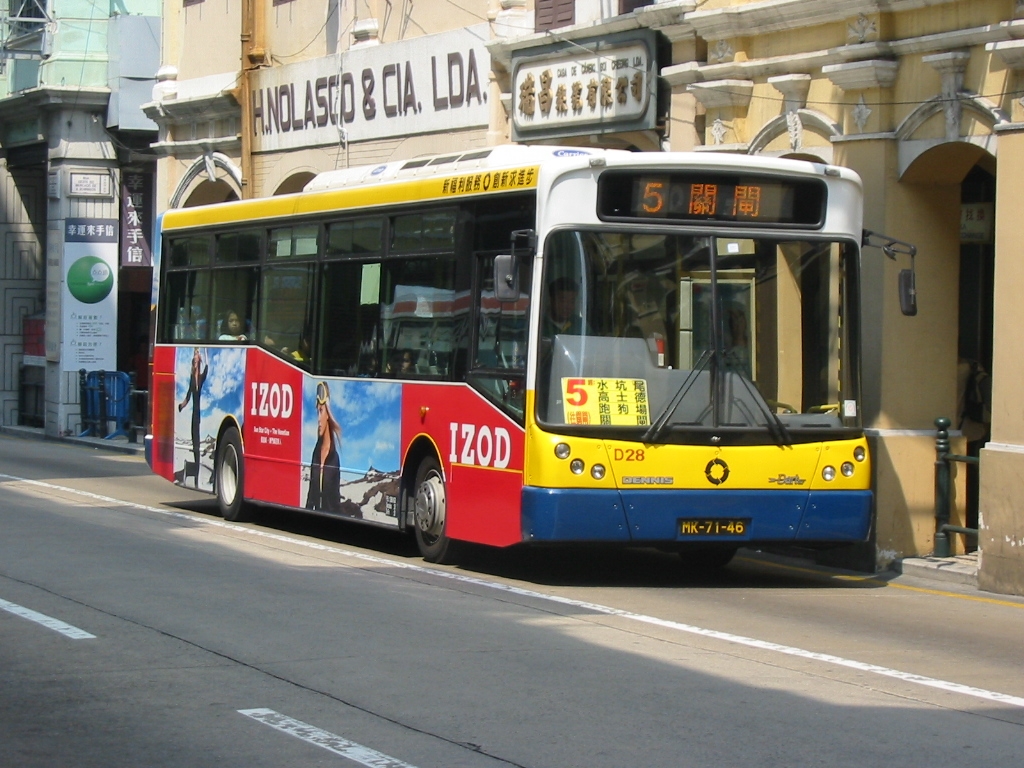
マカオ新福利バスのダンド・SLF

## 継承製品
2006年より本製品を継承するアレクサンダー・デニス・エンバイロ・200ダンドが登場した。